# Ніколаос Пападопулос (футболіст)
Ніколаос Пападопулос (грец. Νικόλαος Παπαδόπουλος, нар. 11 квітня 1990, Афіни) — грецький футболіст, воротар клубу «Астерас».
Виступав, зокрема, за клуб «Олімпіакос».

## Ігрова кар'єра
Народився 11 квітня 1990 року в місті Афіни. Вихованець футбольної школи клубу «Олімпіакос». Дорослу футбольну кар'єру розпочав 2010 року в основній команді того ж клубу, в якій провів два сезони, взявши участь у 0 матчах чемпіонату. 
Згодом з 2012 по 2018 рік грав у складі команд «Фортуна» (Дюссельдорф), «Фортуна» (Дюссельдорф) II, «Паніоніос», «Атромітос» та «ПАС Ламія 1964».
До складу клубу «Астерас» приєднався 2018 року. Станом на 24 березня 2020 року відіграв за клуб з грецького Триполі 47 матчів в національному чемпіонаті.